# Akalat à calotte maillée
Malacopteron cinereum
Espèce
Statut de conservation UICN

 LC  : Préoccupation mineure
L’Akalat à calotte maillée (Malacopteron cinereum) est une espèce de passereaux de la famille des Pellorneidae.

## Répartition
On le trouve à Brunei, Cambodge, Indonésie, Laos, Malaisie, Thaïlande et Vietnam.

## Habitat
Il habite les forêts humides tropicales et subtropicales de basse altitude.